# 佩里鎮區 (堪薩斯州伍德森縣)
佩里鎮區（英語：Perry Township）是位於美國堪薩斯州伍德森縣的一個行政鎮區。

## 地方資料
佩里鎮區的面積為126.70平方千米，當中陸地面積為126.15平方千米，而水域面積為0.55平方千米。根據2010年美國人口普查的數據，當地共有人口104人，而人口密度為每平方千米0.82人。

## 外部連結
- US-Counties.com
- City-Data.com （页面存档备份，存于）